# John Harold Clapham

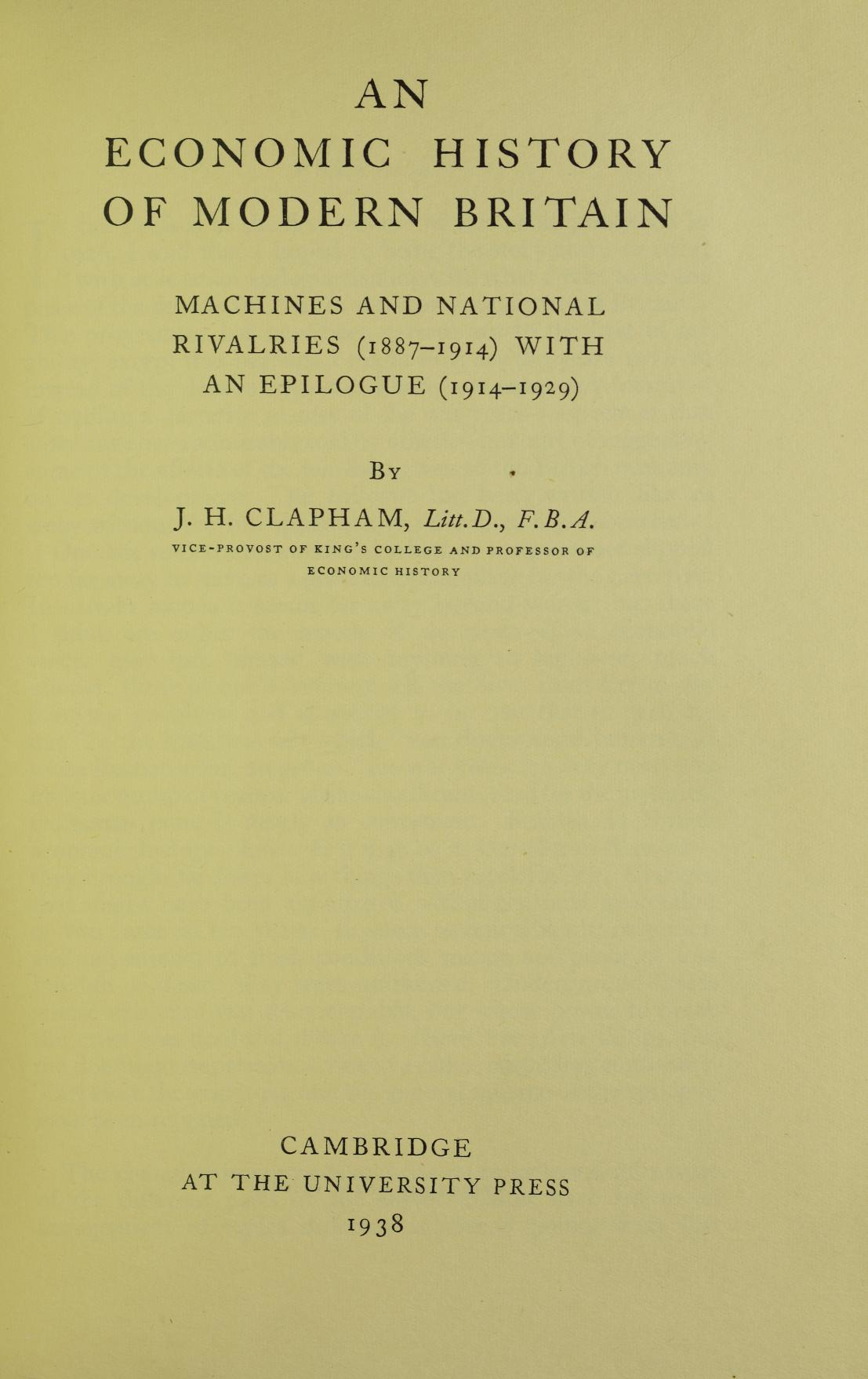
Machines and national rivalries, 1938

John Harold Clapham (Salford, Lancashire, 13 de septiembre de 1873-29 de marzo de 1946) fue un historiador de la economía inglés.
Se educó en la Leys School y el King's College de Cambridge. Fue el primer catedrático de Historia Económica en la Universidad de Cambridge (1928-1938) y vicerrector del King's College (1933-1943). En este último año recibió el título de Caballero de Cambridge. Una famosa cita suya es: 

El avance económico no es el mismo que el progreso humano.

Escribió su famosa Historia Económica, I, en Hudson. También es reconocido por el estudio de la Revolución Industrial en Inglaterra, y por describir las cooperativas en el inicio de la revolución. John Habakkuk fue uno de sus alumnos. 
Clapham no creía que la historia económica tuviera su propia metodología; debía permanecer integrada en la historia humana y nunca se ató a hipótesis meramente asentadas en bases puramente económicas o cuantificables.

## Biografía
Nació en Salford (Lancashire), de austeros padres metodistas, él joyero y platero. La familia de Clapham se caracterizaba por su realismo, disciplina y escaso sentimentalismo, y estas mismas cualidades, junto con la integridad, distinguieron la personalidad de Clapham y su labor científica.
De niño ya leía los clásicos en la privada Leys School de Cambrigde; en 1892 obtuvo una beca de historia para el King’s College de esa misma universidad. Tras conseguir la mejor calificación en Historia, en 1898 ganó una beca Lightfoot de historia eclesiástica y el premio Prince Consort. En un principio se orientó principalmente a la historia de Europa, tema al que también dedicó sus dos primeros libros, The Causes of the war of 1792 (1899) y The abbé Sieyès (1912) y algunos artículos.
De 1898 a 1902 residió en el King’s College y trabajó dirigido por Lord Acton, Frederic W. Maitland y Alfred Marshall. Pero fue sobre todo Marshall quien le inclinó a consagrar sus energías a la historia económica de Inglaterra.
La influencia de Marshall se reforzó poderosamente durante el siguiente periodo formativo de la vida de Clapham. Cuando en 1902 se trasladó a Leeds (Yorkshire) como profesor de economía, hizo mucho por la Facultad de Economía de su nueva universidad y por crear lazos estrechos con el sector industrial de la ciudad. Su primera monografía importante sobre historia económica abordó un tema apropiado para un profesor de Yorkshire: The Woollen and Worsted Industries (1907). Durante este mismo periodo escribió también varios artículos de historia económica y en 1908 volvió al King’s College como decano y profesor ayudante de historia. Desde esta fecha hasta su muerte en 1946, salvo durante las guerras mundiales, impartió clases de historia económica de Inglaterra, inclinando a varias generaciones de estudiantes de preparatorio a elegir esta asignatura para su formación.

## Conceptos teóricos
Optó por un método completamente nuevo: Hacer una exposición más cuantitativa que hasta ahora, ofrecer dimensiones en lugar de masas confusas de tamaño inespecífico 
En efecto, mantuvo su concepto científico de la historia económica firme, pero modestamente: en su opinión, no era esta la más importante de todas las variedades de historia, sino la fundamental. Ordenó sus datos no tanto a modo de series estadísticas con las que forjar las herramientas teóricas de análisis, sino como un registro humano de cambios y realizaciones, puesto que su objetivo no fueron las hipótesis explicativas, sino el desarrollo de las instituciones y las variaciones de los amplios tipos de organización comercial e industrial, de la producción, la política, el comercio y la agricultura.
La llamada de Clapham a la cuantificación fue contestada con un diluvio de cifras: contabilidad nacional con las posibles comparaciones intersectoriales; series de inversión y producción; tasas de crecimiento; balanzas de pagos; relaciones reales de intercambio; tablas de análisis cíclicos y de tendencias. Todo ello llegó después de su muerte, al igual que la marea de historia económica inspirada en la economía keynesiana y poskeynesiana y en los problemas de crecimiento económico con que se enfrentó el mundo de la posguerra.

## Reconocimientos
Fue el estudioso representativo de la historia económica en Inglaterra, presidió la Economic History Society y la Academia Británica, fue síndico de Cambridge Press durante treinta años y fundador, director y editor de los Cambridge Studies in Economic History y Cambridge Economic History of Europe, empeños más grandiosos que los logrados por Marshall. 
Cada vez más se cargó de oficios y dignidades, consciente de que representaba la historia económica mejor que cualquier otro estudioso de este campo en Inglaterra. En el King’s College fue durante veinte años tutor y decano y, a partir de 1936, subdirector. La primera cátedra de historia económica de la universidad se creó para él en 1982, lo que constituyó un gran gesto de reconocimiento por parte de la Universidad. 

## Obras
- 1899 - The Causes of the War of 1792 – Cambridge Historical Essays.
- 1907 - The Woollen and Worsted Industries. London: Methuen.
- 1912 - The Abbé Sieyé: An Essay in the Politics of the French Revolution. London: King
- 1922 - Of Empty Economic Boxes. Economic Journal